# Борок (Муромский район)
Борок — деревня Муромского района Владимирской области Российской Федерации, входит в состав Борисоглебского сельского поселения.

## География
Деревня расположена близ берега реки Оки в 20 км на северо-восток от центра поселения села Борисоглеб и в 34 км на северо-восток от Мурома

## История
Деревня известна с начала XX века, с 1926 года входила в состав Фоминской волости Муромского уезда. В 1926 году в деревне числилось 38 дворов.
С 1929 года деревня входила в состав Польцовского сельсовета Фоминского района Горьковского края, с 1944 года — в составе Владимирской области, с 1954 года — в составе Красноборского сельсовета, с 1959 года — в составе Муромского района, с 1977 года — в составе Польцовского сельсовета, с 2005 года — в составе Борисоглебского сельского поселения.

## Население
| 1926 | 2002 | 2010 | 2021 |
| ---- | ---- | ---- | ---- |
| 220  | ↘29  | ↘24  | ↘5   |